# Cultura ertebol·liana
La cultura ertebol·liana (5300 aC - 3950 aC) és el nom que rep la cultura de caçadors-recol·lectors i pescadors de data de finals del Mesolític, encara que en les darreries van viure també en el neolític. Aquesta cultura es va originar a Escandinàvia, però generalment està fortament connectada amb altres cultures del nord de l'actual Alemanya i dels Països Baixos. Forma part de les cultures neolítiques europees.
Construïda entre 8200 i 7600 aC, i trobada als Països Baixos, la canoa Pesse pot ser la canoa més antiga coneguda. Les excavacions a Dinamarca revelen l'ús de piragües i rems durant el període de la cultura Ertebølle (c. 5300–3950 a. C.).